# Giancarlo Padovan
Giancarlo Padovan (Cittadella, 17 ottobre 1958) è un giornalista, scrittore, allenatore di calcio e dirigente sportivo italiano.

## Biografia

### Giornalismo
Inizia la carriera in giovane età al Mattino di Padova, dove entra ventunenne nel 1980; due anni dopo diventa giornalista professionista. Rimane al quotidiano patavino fino al 1987, occupandosi prima di cronaca e poi di sport. Si trasferisce quindi alla Repubblica, in cui lavora per due anni come vice capo servizio allo sport. Nel 1989 arriva al Corriere della Sera, dove nei tredici anni successivi ricopre il ruolo di capo servizio e prima firma del calcio; qui nel 1996 vince il Premio Beppe Viola. Chiamato alla direzione di Tuttosport dal 10 ottobre 2002, dirige il quotidiano sportivo torinese fino all'8 gennaio 2008. In seguito, dal dicembre 2008 al 1º ottobre 2009 è direttore responsabile del Corriere di Livorno, di cui è anche presidente della società editrice.
Nell'estate 2010 viene nominato direttore della redazione sportiva di 7 Gold, incarico che lascia nel settembre 2011. È opinionista sportivo in radio e televisione, e collabora come editorialista con testate quali L'Unione Sarda e il Fatto Quotidiano. Nel 2012 è della redazione del quotidiano di breve durata Pubblico, diretto da Luca Telese. Nel novembre 2014 approda alla neonata rete televisiva Agon Channel come responsabile della redazione sportiva, assumendo dal mese seguente anche la carica di direttore responsabile delle news, in seguito alle dimissioni del collega Antonio Caprarica. Dal settembre 2016 è direttore di Calciodonne.it, testata giornalistica dedicata al calcio femminile.
È docente a contratto all'Università Cattolica del Sacro Cuore di Milano, dove insegna "Teoria e Tecniche dell'informazione sportiva". Figura inoltre tra i membri della giuria del premio giornalistico "Piero Dardanello".

### Calcio femminile
Oltre alla carriera giornalistica, fin dagli anni 1980 si appassiona al calcio femminile, e nel 1998 consegue l'abilitazione ad allenatore di base seguendo i corsi dell'Associazione Italiana Allenatori Calcio. Dopo un'esperienza di due stagioni come assistente-allenatore della Fiammamonza, e successivamente come selezionatore della rappresentativa piemontese di Serie C e Serie D in due edizioni del Torneo delle Regioni, dal 2005 al 2008 guida il Torino in Serie A, con cui nel 2007 ottiene il secondo posto in campionato e raggiunge la finale di Coppa Italia. Il 23 febbraio 2009 diventa il primo giornalista a entrare nel consiglio federale della Federazione Italiana Giuoco Calcio, venendo eletto presidente della Divisione Calcio Femminile della Lega Nazionale Dilettanti, incarico che ricopre fino al giugno 2011.

## Opere
- Abbasso Sacchi viva Sacchi, Milano, Sperling & Kupfer, 1995, ISBN 88-200-1999-X.
- John Amhurst, Mourinho. Pensieri e parole di un allenatore molto speciale, a cura di Giancarlo Padovan, Milano, Cairo Editore, 2008, ISBN 978-88-6052-197-2.